# Iglesia de San Nicolás (Villoria)
La iglesia de San Nicolás de Villoria, es un templo de origen románico del concejo asturiano de Laviana, España. Probablemente fue fundado en el siglo XII vinculado al palacio de la casa de Quirós, el cual hoy en día aún conserva su estructura exterior. La iglesia está declarada Bien de Interés Cultural desde 1995 y su construcción se relaciona con el antiguo Camino de Santiago de Tarna. 

## Historia
Fue reedificado en los siglos XVI y XVII, quedando la obra románica del siglo XII muy alterada. De su primitiva fábrica conserva una portada románica a los pies del edificio.
El interior de la iglesia está totalmente reformado. La planta es de tres naves; la central, de cuatro tramos, está separada de los laterales por arcos sobre columnas y rematada por una cabecera cuadrada.
De su cubrición original solamente se conserva un tramo de bóveda estrellada y dos arcos fajones de sillería; el del incendio que sufrió en 1936.
A los pies de la iglesia, se abre en el centro la portada principal, románica, con arco de medio punto rebajado y dos arquivoltas que se apoyan en dos columnas con capiteles decorados con temas vegetales estilizados; las arquivoltas se decoran con líneas de ajedrezado y zigzag.
Flanqueando la portada románica aparecen dos portadas laterales, posiblemente del siglo XVI, de estilo purista herreriano, con arco de medio punto y una arquivolta sobre columnas; enmarcadas por dos pilastras con acanaladuras, entablamento, frontón y remate de bolas. Están cobijadas bajo un atrio abierto de columnas toscanas de piedra que, junto con la espadaña, posiblemente sean obra del siglo XVIII.
En el interior se conservan dos retablos, uno de ejecución reciente y el otro, en la nave lateral derecha, de factura barroca, fechable hacia los dos primeros decenios del siglo XVII, con un relieve de Ecce Homo de buena concepción y talla que se puede relacionar con la obra de Antonio Borja.